# Sebastian Schmidt (remero)
Sebastian Matthias Schmidt (Wiesbaden, 6 de enero de 1985) es un deportista alemán que compitió en remo.
Ganó dos medallas de oro en el Campeonato Mundial de Remo, en los años 2009 y 2010, y dos medallas en el Campeonato Europeo de Remo, en los años 2007 y 2010.
Participó en dos Juegos Olímpicos de Verano, ocupando el octavo lugar en Pekín 2008 (ocho con timonel) y el sexto en Londres 2012 (cuatro sin timonel).

## Palmarés internacional
| Campeonato Mundial | Campeonato Mundial          | Campeonato Mundial | Campeonato Mundial |
| Año                | Lugar                       | Medalla            | Prueba             |
| ------------------ | --------------------------- | ------------------ | ------------------ |
| 2009               | Poznań (Polonia)            | Medalla de oro     | Ocho con timonel   |
| 2010               | Cambridge (Nueva Zelanda)   | Medalla de oro     | Ocho con timonel   |
| Campeonato Europeo |                             |                    |                    |
| Año                | Lugar                       | Medalla            | Prueba             |
| 2007               | Poznań (Polonia)            | Medalla de plata   | Cuatro sin timonel |
| 2010               | Montemor-o-Velho (Portugal) | Medalla de oro     | Ocho con timonel   |